# セロン・クーパー
セロン・クーパー（英: Theron Cooper、1974年1月18日 - ）は、バハマの短距離走選手である。1996年アトランタオリンピックの4x400mリレーに出場した。